# Pearl River megye
Pearl River megye az Amerikai Egyesült Államokban, azon belül Mississippi államban található. Megyeszékhelye Poplarville, legnagyobb városa Picayune. Lakosainak száma 56 145 fő (2020. április 1.). Pearl River megye Lamar, Hancock, Forrest, Stone, St. Tammany, Washington, Marion és Harrison megyékkel határos.

## Népesség
A megye népességének változása:
| Lakosok száma | 55 803 | 55 638 | 55 248 | 55 072 | 55 191 | 56 145 |
|               | 2010   | 2011   | 2012   | 2013   | 2015   | 2020   |